# 徐起零
徐 起零（じょ きれい、1962年7月 - ）は、中華人民共和国の軍人。河南省淮陽県出身。階級は上将である。

## 経歴
1962年7月、河南省淮陽県で生まれる。済南軍区人民防空弁公室副主任、済南軍区作戦部副部長、中国人民解放軍陸軍第54集団軍参謀長を歴任した。2016年、中国人民解放軍中部戦区陸軍副司令員に就任。2017年3月、中国人民解放軍陸軍第79集団軍軍長に就任。2018年2月24日、第13期全国人民代表大会代表（議員）に選出される。2018年12月、中国人民解放軍東部戦区陸軍司令員に就任。2020年4月、中国人民解放軍西部戦区陸軍司令員に就任。2021年6月、中国人民解放軍西部戦区司令員に昇格。2021年7月、上将に昇格する。